# Krystyna Konarska
 (décembre 2015).
Si vous disposez d'ouvrages ou d'articles de référence ou si vous connaissez des sites web de qualité traitant du thème abordé ici, merci de compléter l'article en donnant les références utiles à sa vérifiabilité et en les liant à la section « Notes et références ».
Krystyna Konarska, née le 8 mars 1941 à Berlin et morte le 16 mars 2021,,, est une chanteuse et actrice polonaise.

## Biographie
Elle a joué dans de nombreux films étrangers et polonais dans les années 1960, notamment dans Święta wojna sorti en 1965.
De 1967 à 1977, Krystyna devient chanteuse sous le nom de scène de Cristina et chante principalement en français.
Krystyna Konarska vit actuellement en Allemagne.

## Filmographie
- 1965 : Święta wojna (La guerre sainte) de Julian Dziedzina
- 1965 : Le Pingouin de Jerzy Stefan Stawiński